# Pedro Sernagiotto
Pedro Sernagiotto (São Paulo, Estado de São Paulo, Brasil, 17 de noviembre de 1908 - São Paulo, Estado de São Paulo, Brasil, 5 de abril de 1965) fue un futbolista brasileño nacionalizado italiano. Se desempeñaba en la posición de centrocampista.

## Selección nacional
Fue internacional con la selección de fútbol de Brasil en 3 ocasiones. Debutó el 1 de agosto de 1930, en un encuentro amistoso ante la selección de Francia que finalizó con marcador de 3-2 a favor de los brasileños.

## Clubes
| Club            | País   | Año         |
| --------------- | ------ | ----------- |
| Palestra Italia | Brasil | 1927 - 1931 |
| Juventus F. C.  | Italia | 1931 - 1934 |
| Palestra Italia | Brasil | 1934 - 1935 |
| São Paulo       | Brasil | 1936 - 1938 |
| Portuguesa      | Brasil | 1939 - 1940 |
| Palmeiras       | Brasil | 1941 - 1943 |

## Palmarés

### Campeonatos nacionales
| Título              | Club           | País   | Año     |
| ------------------- | -------------- | ------ | ------- |
| Serie A             | Juventus F. C. | Italia | 1932-33 |
| Serie A             | Juventus F. C. | Italia | 1933-34 |
| Campeonato Paulista | Palmeiras      | Brasil | 1942    |